# Michèle Simonsen
Michèle Simonsen est une auteure française née le 11 mai 1941 en France, installée au Danemark, également traductrice, spécialiste de la littérature orale et des traditions populaires.

## Biographie
Elle obtient une maîtrise de français à l’université de Copenhague. Elle y enseigne le français, l’ethnologie et le folklore de 1971 à 1998, d'abord à l’Institut d’Études Romanes de 1971 à 1983, puis à l’Institut de Folkloristique de 1983 à 1998. 
Au cours de sa carrière, elle écrit des livres et de nombreux articles sur les contes, les traditions festives et les rituels populaires.
Un premier ouvrage paru en 1981, Le conte populaire français, donne un aperçu des questions que pose la nature des contes populaires et montre la spécificité des contes français.
Un second ouvrage, Le conte populaire, paru en 1984 propose une anthologie et présente aussi au grand public la discipline de l'étude des contes. Michèle Simonsen y synthétise les différentes théories auxquelles ont donné lieu les approches anthropologiques, folkloriques, ethnolinguistiques et sémiologiques des contes.
Dans Perrault, ‘Contes’, paru en 1992, elle montre le lien qu'entretient Perrault avec la tradition populaire et l'impact de ses apports personnels dans les récits. Elle y analyse onze contes et montre la distanciation ludique que Perrault a opéré sur les récits.

## Ouvrages
Michèle Simonsen a publié de nombreux articles et ouvrages en français et en danois, dans le domaine de la recherche, des fictions et des albums pour enfants.

### Recherche
- Michèle Simonsen, « The Corpus of French Ballads », dans The Flowering Thorn, University Press of Colorado, coll. « International Ballad Studies », 2003, 285–294 p. (ISBN 978-0-87421-568-7, lire en ligne).
- Claude-Madeleine Oudot et Michèle Simonsen, Noël en Europe: nativité ou nuit magique des cadeaux, crèches ou sapins, réveillons et repas de fête ? Comment les Européens fêtent Noël au Danemark, en Espagne, en Russie, Éd. du Signe, coll. « En quête de recherche », 2003 (ISBN 978-2-7468-1152-2).
- Perrault, « Contes », Paris, Presses universitaires de France, coll. « Études littéraires » (no 35), 1992, 126 p. (ISBN 2-13-044360-5).
- Michèle Simonsen, « Do Fairy Tales Make Sense? », Journal of Folklore Research, vol. 22, no 1,‎ 1985, p. 29–36 (ISSN 0737-7037, lire en ligne, consulté le 8 mars 2025).
- Michèle Simonsen, Le conte populaire, Presses universitaires de France, coll. « Littératures modernes », 1984 (ISBN 978-2-13-038478-6, lire en ligne).
- Michèle Simonsen, Le conte populaire français, Presses Univ. de France, coll. « Que sais-je? », 1981, 1994 (ISBN 978-2-13-036840-3, lire en ligne).

### Fiction
- Le cimetière des parpaillots, les Éditions du Net, 2017.
- Le tandem volant, Magali Ben (illustrations), Rouge safran, 2017.
- Les deniers de compère Lapin, Magali Le Huche (illustrations), Didier jeunesse, 2015.
- Bisig pezhkof, Traduction de : Le chat ventru, Hélène Micou (illustrations), Mark Kerrain (traduction), Sav-Heol, 2014.
- Contes et légendes de Laponie, 2014.
- L'évasion de Gaétan le bagnard, 2012.
- Panne de courant, 2012.
- Gibier de potence, 2012.
- L'évasion de Gaétan le bagnard, 2010.
- Les deniers de compère Lapin, 2009.
- Michèle Simonsen et Francine Lejeune, Jean le Teigneux et autres contes populaires français, l'École des loisirs, coll. « Neuf en poche », 1985, 1991 (ISBN 978-2-211-02768-7, lire en ligne).
- Parrain Renard et autres contes d'animaux, 1987.
- Les deniers de compère Lapin.

### Sources primaires
1. ↑  « Simonsen, Michèle », sur BnF (consulté le 9 septembre 2019).

### Sources secondaires
1. ↑  « Michèle Simonsen – Parlement des écrivaines Francophones », sur www.parlement-ecrivaines-francophones.org (consulté le 8 mars 2025)
2. ↑  Robert Baudry, « Review of Le Conte populaire français », Revue d'Histoire littéraire de la France, vol. 83, no 1,‎ 1983, p. 135–137 (ISSN 0035-2411, lire en ligne, consulté le 8 mars 2025)
3. ↑  Catherine Velay-Vallantin, « Michèle Simonsen, Le conte populaire », Annales, vol. 40, no 2,‎ 1985, p. 431–433 (lire en ligne, consulté le 8 mars 2025)
4. ↑  Henry Phillips, « Reviews - Perrault: ‘Contes’. By SIMONSEN MICHÈLE. (Études littéraires, 35). Paris, PUF, 1992. 126 pp. Pb 42 F. », French Studies, vol. 47, no 4,‎ octobre 1993, p. 456–a (DOI 10.1093/fs/XLVII.4.456-a, lire en ligne, consulté le 8 mars 2025)
5. ↑  John Pedersen, « Michèle Simonsen: Perrault Contes », Revue Romane, vol. 28, no 2,‎ 1993 (lire en ligne)